# Gerhard Wander
Gerhard Wander (* 16. Juli 1903 in Escherningken (Ostpreußen); † 22. Januar 1945 in Amsterdam) war ein deutscher Jurist und Angehöriger der Luftwaffe der Wehrmacht. Er wurde 1975 als Gerechter unter den Völkern geehrt.

## Leben
Gerhard Wander studierte nach seinem Abitur in Königsberg Rechtswissenschaften und trat hier der Turnerschaft Cimbria zu Königsberg im Sommersemester 1922 bei. An der Albertus-Universität bestand er 1929 das zweite Staatsexamen. Dort ließ er sich als Rechtsanwalt nieder und promovierte zum Dr. jur. 1929 mit dem Thema Wirkung und Rechtfertigung des gutgläubigen Eigentumserwerbes vom Nichtberechtigten an beweglichen Sachen.
Wander trat 1931 in die NSDAP ein. Mit Kriegsausbruch wurde er in die Wehrmacht eingezogen und kam vermutlich aufgrund seines Alters nicht an die Front. Als im Mai 1940 die Niederlande überfallen wurden, war er als Hauptmann im Tross des Luftgau-Nachrichtenregiments 19/1. Mit der Einrichtung des Reichskommissars für die besetzten niederländischen Gebiete wurde er für diese Dienststelle von der Wehrmacht abgestellt. Im gleichen Jahr veröffentlichte er einen Kommentar zu Verordnung des Reichskommissars für die besetzten niederländischen Gebiete über die Anmeldung von Unternehmen mit dem Titel Anmeldepflicht jüdischer oder jüdisch beeinflusster Unternehmen in den Niederlanden. Er arbeitete im Generalkommissariat für Finanzen und Wirtschaft.
1942 wurde er durch Hans Georg Calmeyer für die Entscheidungsstelle (Abteilung „Innere Verwaltung“) in Den Haag angefordert. Aufgaben waren „alle Fälle, in denen außerehelicher Erzeugung anstelle gesetzlichen Vaters behauptet wird, und alle Fälle, bei denen erbbiologische Anhaltspunkte genealogischen Unterlagen widersprechen, einschließlich der Entscheidung, ob eine erbbiologische Untersuchung zugelassen werden soll“. In dieser Funktion verschaffte Wander jüdischen Menschen geeignete Papiere für eine Arisierung. Hierfür fälschte er auch Geburtsurkunden und anderweitige Nachweise. Für Expertisen beauftragte er den Kieler Anthropologen Hans Weinert, welcher gegen überhöhte Gebührensätze gefällige Gutachten für die Arisierung jüdischer Menschen erstellt. Wander bearbeitete auch den Antrag von Camilla Spira. Er beschied die Schauspielerin, dass sie Belege für eine andere Vaterschaft erbringen müsse, verbunden mit dem Hinweis, wie der Beleg hinreichend begründet werden könnte. Letztendlich konnte Spira der Deportation entgehen. Wander blieb von Oktober 1942 bis April 1943 in der Entscheidungsstelle. Vor Wanders Ausscheiden kam es zu Auseinandersetzungen mit Calmeyer. Wander wird zugeschrieben, dass er Calmeyer zu mehr Engagement für die Rettung von weiteren Juden gedrängt haben soll, Calmeyer seinerseits gab an, dass Wander bestochen worden sein sollte. Letztendlich attestierte Calmeyer Anfang 1943 Wander einen Übertritt über die Dienstanweisungen, indem Wander eigenmächtig Rückstellungsbescheinigungen ausgestellt hatte, die prompt von der SS untersucht wurden. Er wurde aus dem Dienst im Reichskommissariat entfernt.
Vom Hauptmann der Reserve wurde Wander zum Obergefreiten degradiert und als Luftwaffenangehöriger an die Ostfront nahe Stalingrad geschickt. Während eines Fronturlaubs 1944 desertierte er, durchreiste Deutschland und schloss sich, bis nach Amsterdam gelangt, einer niederländischen Widerstandsgruppe an. Er agierte unter dem Decknamen Jonas, wurde durch den Sicherheitsdienst gesucht und Anfang 1945 in Weesperzijde aufgespürt. Im Januar 1945 wurde er, nachdem er probiert hatte, Kontakt zu den Alliierten aufzunehmen, bei der versuchten Festnahme durch deutsche Polizisten „auf der Flucht“ erschossen.
Gerhard Wander gilt – trotz seines juristischen Kommentars von 1940 – als entschlossener Anti-Nazi. Er hatte Kontakte zum niederländischen Untergrund und, wie Calmeyer vermutete, auch zur Roten Kapelle. Nach Aussage eines anderen niederländischen Widerstandskämpfers sei Wander als Justizminister vorgesehen gewesen, wenn das Attentat auf Hitler erfolgreich gewesen wäre.

## Familie
Gerhard Wander war mit Hildegard, geb. Korzen, verheiratet und hatte eine Tochter (* 1937).

## Ehrungen
1962 wurden Wanders sterblichen Überreste auf den niederländischen Ehrenfriedhof Loenen umgebettet. Er ist damit einer der wenigen Deutschen, die dort begraben wurden.
Gerhard Wander werden – aufgrund der Dokumente im Archiv von Jad Vaschem – mindestens dreißig gerettete jüdische Menschen zugeschrieben. Deshalb wurde er 1975 als Gerechter unter den Völkern geehrt.